# Le Rosier de madame Husson (film, 1932)
Pour les articles homonymes, voir Rosier (homonymie) et Le Rosier de madame Husson (homonymie).
Pour plus de détails, voir Fiche technique et Distribution.
Le Rosier de madame Husson est un film français réalisé par Dominique Bernard-Deschamps, sorti en 1932.
Le scénario du film est inspiré de la nouvelle éponyme de Guy de Maupassant.

## Synopsis
Dans sa petite ville, Mme Husson cherche vainement une jeune fille vierge et modeste, afin de l'élire « rosière de l'année ». Devant le manque de candidates correspondant aux critères requis, l'on décide de couronner le jeune Isidore, l'idiot du village. Mais à la fin du banquet, le jeune homme a pris goût au bon vin et, grisé par ses 500 francs de récompense, décide de les utiliser à Paris pour s'encanailler dans un cabaret dans lequel officient des entraîneuses montantes. Alors qu'on le recherche partout, il revient quelques jours plus tard et embrasse Madame Husson sur la bouche.
L'espoir de Mme Husson d'encourager la jeunesse à suivre le chemin de la vertu est ainsi anéanti.

## Fiche technique
Source IMDb
- Titre : Le Rosier de madame Husson
- Réalisation : Dominique Bernard-Deschamps
- Scénario et dialogues : Dominique Bernard-Deschamps, d'après une nouvelle de Guy de Maupassant
- Photographie : Nicolas Farkas
- Montage : Jean Feyte
- Musique : Michel Michelet (Michel Levine)
  - Chansons :  Un homme, L'amour est un mystère, Maintenant je sais c'que c'est, Quand ça m'prend (paroles de Jean Boyer), Si j'osais (paroles de Jean Manse), musique de Casimir Oberfeld
- Décors : Jean Perrier, Pierre Schild
- Costumes : Boris Bilinsky
- Son : Hermann Storr, Georges Leblond
- Producteur : Constantin Geftman
- Sociétés de production : Les films Ormuzd - Comptoir Français Cinématographique
- Dates de tournage : décembre 1931
- Pays de production :  France
- Format : Noir et blanc - 35 mm - 1,37:1 - Son mono
- Genre : Comédie
- Durée : 80 minutes
- Dates de sortie : 
  - France : 12 janvier 1932
- Affiche : Roger Cartier (France)

## Distribution
Source IMDb
- Fernandel : Isidore Pastouret, le rosier
- Mady Berry : Virginie
- Françoise Rosay : Mme Husson
- Marcel Carpentier : M. Huchette, premier adjoint au maire et capitaine des pompiers
- Marguerite Pierry : Victoire, la gouvernante et dame de compagnie de Madame Husson
- Colette Darfeuil : Carmen
- Marcel Simon : M. Corollaire, pharmacien et maire de la ville
- André Deed : le deuxième adjoint au maire
- Simone Bourday : La rosière
- Odette Barencey : Mme Fernande
- Fernande Saala : La vendeuse
- Monique Rolland : La prostituée du cabaret

## Autour du film
- Un remake est tourné en 1950 : Le Rosier de madame Husson de Jean Boyer avec Bourvil ;
- À Valenciennes, ce film fit l'objet d'un procès intenté par l'association des familles nombreuses et la fédération catholique. Il fut défendu par maîtres Henry Torrès et Compain. À Liège, il fut saisi[réf. nécessaire].
- Il y a dans le film une situation peu claire, Victoire présente à Madame Husson, sa nièce qui a été couronnée rosière. Dans la séquence suivante nous voyons d'une part les édiles et d’autre part un groupe de dames rechercher en vain une candidate rosière. Il faut donc supposer que la nièce de Victoire a été choisie comme rosière dans une ville voisine[réf. souhaitée].